# Ciutadans pel Canvi
Ciutadans pel Canvi (CpC, Ciudadanos por el Cambio) fue una plataforma cívico-política española surgida en 1999 en Cataluña para dar apoyo a la candidatura de Pasqual Maragall a la presidencia de la Generalidad de Cataluña. Desde ese año, se presentaron en coalición en las elecciones al Parlamento de Cataluña con el Partit dels Socialistes de Catalunya (PSC).
Los objetivos de la plataforma eran, de acuerdo con su programa, "el fortalecimiento de la democracia", "la lucha contra la exclusión social" y "el impulso del autogobierno". Entre sus actividades esta asociación ha realizado una serie de encuentros con otros movimientos sociales de otras comunidades del Estado, trabajando por establecer una red de alianzas para la divulgación y defensa de los derechos de la ciudadanía y la democracia participativa.
Su presidente inicial fue Josep Maria Vallès, que fue consejero de Justicia durante la presidencia de Pasqual Maragall (2003-2006); a finales de 2006 fue elegida Carme Valls, diputada en las dos anteriores legislaturas, como presidenta. En anteriores legislaturas, once miembros de Ciutadans pel Canvi formaron parte del grupo socialista en el Parlamento de Cataluña. Tras la dimisión de Pasqual Maragall y su sustitución por José Montilla como candidato a la presidencia por parte del PSC-PSOE, se hicieron públicas diferentes disensiones acerca de la conveniencia de repetir la coalición con el PSC y las consideraciones para ello, pero finalmente volvieron a concurrir en coalición a las elecciones de 2006, obteniendo tres escaños (dos por Barcelona y uno por Lérida) en las listas conjuntas con el PSC. También hubo ciertas reticencias desde el PSC a reeditar este pacto al considerar algunos sectores que CpC tenía demasiado peso en las listas electorales
Posteriormente la representación se fue incrementado con varios diputados adicionales fruto de los nombramientos y cambios en la composición del grupo parlamentario SCC, llegando a los 5 diputados.
Asimismo entre sus asociados figuraban miembros del empresariado, de diferentes sectores profesionales, organizaciones sindicales y representantes en diferentes consistorios municipales, sea como independientes o en listas conjuntas con el PSC.
Para las elecciones municipales del 27 de mayo del 2007, los miembros de la plataforma de Badalona acuden sin acuerdo con el PSC local y se presentan como Ciutadans de Badalona, obteniendo 1.116 votos (1,50%). En otros municipios miembros de CPC fueron en listas independientes locales, con PSC, ERC e ICV.
En su convención celebrada en Pineda de Mar (Barcelona) en verano de 2007 se aprobó introducir cambios que pusieran la prioridad en la actividad de debate público, desarrollo y profundización de los valores democráticos progresistas, junto con la potenciación de la participación ciudadana; sin renunciar a la presencia institucional aunque no haciendo de ello el eje central de la asociación. Como plataforma abierta que había puesto el eje en la participación y el debate, considerando la presencia institucional como un complemento necesario más que un fin en sí mismo.
Consecuencia de ello en abril de 2008 el coordinador de la plataforma de Ciutadans de Badalona, Carles Muntane, comunica a la Junta directiva de CPC la disolución de la misma por diferencias irreconciliables entre sus planteamientos locales y la actual orientación dada a la Asociación, donde entiende se renuncia a planteamientos esenciales en el momento de su creación como el de constituirse en referente social y político y especialmente participar activamente en las instituciones mediante listas electorales propias. Muestra de ello es la respuesta negativa a las posiciones expuestas por Pasqual Maragall cuando este planteó a CpC presentarse de forma independiente del PSC a las elecciones generales de 2008. Donde la asociación se desmarcó claramente de esta posibilidad prefiriendo seguir siendo un foro de debate y discusión independiente, abierto y progresista.
En mayo de 2008 la organización completó los procesos internos que le permitireon dotarse de unos renovados estatutos, culminado todo ello con la renovación de la Junta Rectora para un nuevo período en el que se ponían en marcha una serie de campañas políticas sobre la base de la participación ciudadana, la auditoría permanente y la acción política; junto con una serie de ágoras internas y externas sobre temas de análisis e interés para los movimientos sociales de progreso. Entre estas acciones destacan por su fuerza las relativas a dotarse de una nueva Ley Electora, apostar por un marco Federal a nivel estatal y poner en marcha las vías para avanzar hacia un nuevo marco de derechos de ciudadanía con la Renta Básica como mecanismo central y su divulgación.
En septiembre de 2010 se anunció que de cara a las elecciones al Parlamento de Cataluña de 2010 no se presentaría junto al PSC, ya que éste ofreció a la entidad solo un «acuerdo político», muy lejos de cualquier vinculación jurídica como la que formalizaron en anteriores elecciones. Sin embargo, quizá alguno de los miembros de CpC figuren en las listas electorales del PSC pero como independientes. Sin embargo poco después CpC y PSC firmaron un acuerdo de colaboración por dos años, pero sin la categoría de coalición.
El 13 de diciembre de 2011 decide en Asamblea Extraordinaria su disolución. A finales de 2012 el expresidente Àlvar Roda y el también exmiembro de esta plataforma, exdiputado y periodista Josep Maria Balcells anunciaron su adhesión al partido creado por el exmiembro del PSC Ernest Maragall, Nova Esquerra Catalana.

## Resultados electorales
| Elecciones y fecha                           | Diputados sobre el total del PSC |
| -------------------------------------------- | -------------------------------- |
| Elecciones al Parlamento de Cataluña de 1999 | 15 / 52                          |
| Elecciones al Parlamento de Cataluña de 2003 | 12 / 42 a                        |
| Elecciones al Parlamento de Cataluña de 2006 | 2 / 37 b                         |

a 9 / 42 al final de la legislatura debido a cambios en el grupo parlamentario.

b 5 / 37 al final de la legislatura debido a cambios en el grupo parlamentario.